# Alt Penedès
Alt Penedès is een comarca van de Spaanse autonome regio Catalonië. Het is onderdeel van de provincie Barcelona. In 2005 telde Alt Penedès 93.408 inwoners op een oppervlakte van 592,77 km². De hoofdstad van de comarca is Vilafranca del Penedès.

## Gemeenten
| Gemeente                | Inwoners | Gemeente                     | Inwoners |
| ----------------------- | -------- | ---------------------------- | -------- |
| Avinyonet del Penedès   | 1414     | Les Cabanyes                 | 647      |
| Castellet i la Gornal   | 1684     | Castellví de la Marca        | 1522     |
| Font-rubí               | 1340     | Gelida                       | 5358     |
| La Granada              | 1525     | Mediona                      | 1757     |
| Olesa de Bonesvalls     | 1287     | Olèrdola                     | 2632     |
| Pacs del Penedès        | 739      | El Pla del Penedès           | 891      |
| Pontons                 | 467      | Puigdàlber                   | 389      |
| Sant Cugat Sesgarrigues | 843      | Sant Llorenç d'Hortons       | 1939     |
| Sant Martí Sarroca      | 2650     | Sant Pere de Riudebitlles    | 2112     |
| Sant Quintí de Mediona  | 1970     | Sant Sadurní d'Anoia         | 11.034   |
| Santa Fe del Penedès    | 336      | Santa Margarida i els Monjos | 5701     |
| Subirats                | 2736     | Torrelavit                   | 1148     |
| Torrelles de Foix       | 1944     | Vilafranca del Penedès       | 34.409   |
| Vilobí del Penedès      | 970      |                              |          |